# Música popular gaúcha
Música Popular Gaúcha, ou MPG, é um termo utilizado para identificar artistas do estado brasileiro do Rio Grande do Sul cunhada durante a década de 1980. Reunindo artistas de vários estilos, como rock, pop, MPB e música regional, nunca chegou a se constituir um movimento, e com o fortalecimento do rock no Brasil e no sul passou a ser mais relacionada aos personagens estaduais que faziam MPB. Entre os expoentes destacam-se Nelson Coelho de Castro, o grupo Musical Saracura e Nei Lisboa.

## Histórico
No final dos anos 1970 a música nativista havia se expandido para o Brasil com os Centros de Tradição Gaúcha e os Almôndegas era um nome consagrado no centro do país. Na época os músicos do estado enfrentavam a dificuldade de que não contavam com uma gravadora de discos local, de forma que os artistas tinham que se deslocar até o eixo Rio - São Paulo para poderem fazer os seus registros. Em 1978 o Estúdio ISAEC de Porto Alegre adquire uma mesa de gravação de 16 canais com o objetivo de lançar um selo (a gravadora ISAEC) e, no mesmo ano, lança a coletânea Paralelo 30, considerado um marco na música urbana do Rio Grande do Sul. O álbum, produzido pelo jornalista e crítico musical Juarez Fonseca, reuniu seis compositores/intérpretes: Bebeto Alves, Carlinhos Hartlieb, Raul Ellwanger, Cláudio Vera Cruz, Nando D’Ávila e Nelson Coelho de Castro, cada um com duas canções registradas.
Esse álbum foi o início de uma experiência no desenvolvimento de uma indústria fonográfica na capital do Rio Grande do Sul, voltada, no primeiro momento, para o registro sonoro da música urbana. Os músicos foram contratados para gravarem seus discos, contudo a gravadora ISAEC fecha em 1980, permanecendo o estúdio. Como indenização o compositor Nelson Coelho de Castro recebe 40 horas de gravação, que ele utiliza para gravar o disco Juntos, lançado em setembro de 1981 e que é conhecido como o primeiro disco independente do Rio Grande do Sul. Esse álbum abriu o caminho para a produção de discos independentes no estado, onde se destaca o fato de fazer uso de um recurso inovador para a época, a pré-venda. Esse recurso depois seria utilizado por outros artistas para produzirem seus LP's, como Nei Lisboa, Léo Ferlauto, Gelson Oliveira, entre outros.
Em setembro de 1982 o produtor Ayrton "Patineti" dos Anjos criou o Festival Música Popular Gaúcha no Teatro João Caetano, no Rio de Janeiro. O show foi uma resposta a uma provocação de um produtor carioca ao ver um show nativista, perguntando o que mais havia em Porto Alegre. Respondeu Patineti que havia a MPG, se referindo aos músicos da cidade. Durante cinco noites de shows se apresentaram Carlinhos Hartlieb, Jerônimo Jardim, Bebeto Alves, Nelson Coelho de Castro, Geraldo Flach, Raul Ellwanger, Mauro Kwitko, Pery Souza, Galileu Arruda e Berenice Azambuja, e o festival foi responsável por apresentar a MPG para o Brasil e por abrir portas no centro do país para muitos desses artistas. O festival ainda seria realizado em Porto Alegre, Santa Maria e Tramandaí. Em 1985 o espetáculo também virou disco.

Em 10 de julho de 2012 foi feito um show especial comemorativo dos 30 anos do festival, com homenagem à memória dos três músicos que já haviam falecido (Carlinhos Hartlieb, Geraldo Flach e Galileu Arruda). Participaram do evento companheiros da época como Hermes Aquino, Zé Caradípia, Nando Gross e Gelson Oliveira, e artistas da nova geração da MPG como Marcelo Delacroix, Adriana Deffenti, o grupo Cidade Baixa, Marcelo Fruet e Chico Saratt. Repetindo o festival também foram feitos shows em Santa Maria, Tramandaí e no Rio de Janeiro.